# Marc Didden
Marc Didden est un journaliste, acteur, scénariste et réalisateur belge né le 28 juillet 1949 à Hamont en Région flamande.
Il a obtenu quelques succès populaires en Communauté flamande dont le plus connu est Brussels by Night (1983) scénarisé par Dominique Deruddere.

## Filmographie partielle
Acteur
- 2009 : Dirty Mind de Pieter Van Hees

Scénariste
Réalisateur
- 1993 : Mannen Maken Plannen
- 1988 : Sailors Don't Cry
- 1985 : Istanbul, avec Dominique Deruddere et Brad Dourif
- 1983 : Brussels by Night